# Chungju Hummel FC
Chungju Hummel FC (kor. 충주 험멜 FC), klub piłkarski z Korei Południowej, z północno-wschodniego Seulu, występujący w N-League (2. liga).
W latach 2006–2007, baza klubu znajdowała się w Icheon, a wcześniej w Uijeongbu.